# 朱鷺田祐介
朱鷺田 祐介（ときた ゆうすけ、1962年6月22日-）は日本のTRPGデザイナー、ライター。スザク・ゲームズ代表。

## 経歴
横浜市立大学在学中にSF研究会を立ち上げる。主な作品として『パラダイス・フリートRPG』、『深淵』、『真・女神転生TRPG 覚醒篇』、『真・女神転生III―NOCTURNE TRPG～東京受胎～』、『真・女神転生TRPG　魔都東京200X』、『極楽艦隊・逆襲篇』、『ブルーローズ』、『上海退魔行』、『クトゥルフ神話TRPG 比叡山炎上』などがある。
また、海外ゲームの翻訳や紹介も手がけており、マジック:ザ・ギャザリングでは日本で初めて商業誌にルール紹介記事を執筆したり、第4版の翻訳チームの一員としてカードの翻訳を手がけたりしている。RPGマガジン誌上では金澤尚子とコンビを組んで紹介漫画にも「ウィザード・トキリン」として登場した。黎明期の日本マジック界を支えた人物の一人である。
その他にも、パソコン通信サービス「ニフティサーブ」において、RPGフォーラム（FRPG)のシスオペを務めていたこともある。
現在はバンタンゲームアカデミーの講師も務めている。
2007年には『シャドウラン』の第4版の日本語版の翻訳も手がけた。

## 主な作品

### 著作
- パラダイス・フリートRPG（1994年）
- 粋なゲーマー養成講座 (1996年)
- 深淵（1997年）
- 真・女神転生TRPG 覚醒篇（1998年）
- 真・女神転生III―NOCTURNE TRPG～東京受胎～（2004年）
- 真・女神転生TRPG　魔都東京200X（2005年）
- ブルーローズ（2002年）
- 上海退魔行（2003年）
- クトゥルフ神話TRPG 比叡山炎上（2006年）
- ブルーローズ・ネクサス(2009年)
- 霊障都市捜査ファイル（2010年）
- 『図解 巫女』（2011年）
ゲーム著作ではなく、新紀元社（F-FILES）シリーズの一冊。巫女に関する解説本。 ISBN 978-4-7753-0562-1
- Cに惑う（2012年、同人誌『クトゥルフ神話アンソロジー・2「深淵」-ドラッグフェニールの絵画・3-』収録）
- 鬱鬱たる不浄（2013年、同人誌『クトゥルフ神話アンソロジー・3「混沌」-ドラッグフェニールの絵画・5-』収録）

### 翻訳
タイトル後の年は日本語版の発売年。
- マジック:ザ・ギャザリング第4版（1995年）
- イット・ケイム・フロム・ザ・レイト・レイト・レイトショウ（1997年）
- シャドウラン第4版（2007年）

### その他
- 『ドラゴンリング コミック版ファンタジーRPG入門』(1989年) 原作
- 『クトゥルフ神話 超入門』（新紀元社、2012年）監修

## 外部サイト
- 有限会社スザク・ゲームズ (デザイン)
- 黒い森の祠 本人のブログ
- 朱鷺田祐介 (@TokitaSuzakuG) - X（旧Twitter）
- 朱鷺田祐介：公開作品 - マンガ図書館Z